# Martín Zapata
Martín Zapata (Crespo, Provincia de Entre Ríos, 18 de dezembro de 1979) é um ex-futebolista argentino.